# Ann-Helen Moen
Ann-Helen Moen (née en 1969 à Molde) est une chanteuse soprano norvégienne. Elle réside actuellement au Royaume-Uni.

## Biographie
Diplômée à l'Académie Grieg (Université de Bergen) et à l'Académie d'Opéra de Copenhague, Ann-Helen Moen a été soliste à l'opéra de Graz (Autriche) de 2001 à 2004, et a chanté pour des sociétés telles que le Den Nye Opera (Bergen), l'Opéra d'État de Hanovre, l'Opéra national norvégien, l'Opéra de Trieste et l'Opéra de Zürich (avec le chef d'orchestre William Christie). Elle apparaît régulièrement dans les concerts, particulièrement dans les festivals de musique scandinaves : l'apparition comme Solveig dans la production de Bentein Baardson de Peer Gynt devant le Sphinx de Gizeh et son début au Carnegie Hall avec Leif Ove Andsnes en 2005,,.
Son album Catharinus Elling: Haugtussa and German Lieder, est sorti sur Simax en 2009.

## Rôles dans les opéras
- Laura Wingfield, The Glass Managerie, Bibalo
- Micaela, Carmen, Bizet
- Anne Pedersdotter, E.Fliflet Bræin
- The Scottish Margarethe, The Maid of Norway, K.Habbestad
- Nina, Rebekka, G.E.Haugland
- Lisaura, Alessandro, Handel
- Almirena,Rinaldo, Handel
- Semele, Handel
- Åse, King and Marshall, Heise
- Julia, Der Vetter uas Dingsda, Künneke
- Poppea, L'incoronazione di Poppea, Monteverdi
- Sandrina, La Finta Giardiniera, Mozart
- La comtesse, Le Nozze di Figaro, Mozart
- Donna Elvira / Zerlina, Don Giovanni, Mozart
- Pamina / Papagena, Die Zaüberflöte, Mozart
- Lauretta, Gianni Schicchi, Puccini
- Belinda, Dido and Æeneas, Purcell
- Echo, Ariadne auf Naxos, Richard Strauss
- Ann Trulove, The Rake's Progress, Stravinsky
- Tatyana, Eugen Onegin, Tchaikovsky

## Prix et récompenses
- Belvedere Competition, Vienne : prix spécial
- Sonja Haraldsen International Music Competition, 1999 : meilleur artiste norvégien
- Le prix Esso, 2000